# 1332
Cette page concerne l'année 1332  du calendrier julien.
L'année 1332 est une année bissextile qui commence un mercredi.

## Événements
- 18 février[1] : début de la campagne du roi d’Éthiopie Amda Seyon Ier, qui réprime la révolte des États musulmans de l’Ifat et du Fatajar[2], au sud de l’Éthiopie (ou en 1329).

- 23 octobre - 14 décembre : règne de Rintchenpal, grand Khan des Mongols. Fils de Koutchala âgé de six ans, il meurt deux mois plus tard[3].

### Europe
- 17 février : Philippe VI émancipe son fils, Jean, héritier du trône, et l'investit des comtés d'Anjou et du Maine et du duché de Normandie[4].
- 8 avril : fondation de Firenzuola par les Florentins en Italie[5]. Cortone est annexée par Florence[6].

- 19 mai[7] : condamnation au bannissement de Robert III d'Artois qui revendiquait l’Artois.
- 7 juin : fondation de l’université de Cahors par le pape Jean XXII (le Cadurcien Jacques Duèze). Elle dépasse longtemps celle de Toulouse avant d’être intégrée à celle-ci au XVIIIe siècle[8].
- 18 juillet : bataille de Rusokastro. Victoire de l'Empire bulgare sur l'Empire byzantin[9].
- 28 juillet[10] : Jean II de France épouse Bonne de Luxembourg.
- 2 août : interrègne au Danemark à la mort de Christophe II (fin en 1340)[11].
- 11 août : bataille de Dupplin Moor. Édouard Balliol, roi d’Écosse, vainc son compétiteur David II Bruce[12].

- 6 septembre : accord conclu à Rhodes entre les plénipotentiaires de Venise, le représentant de l'empereur byzantin Andronic III (certainement Pietro da Canale) et les Hospitaliers pour la formation d'une flotte de trente galères pour lutter contre les raid en Égée du ghazi d’Aydın Umur Bey[13]

- 24 septembre[14] : Édouard Balliol est couronné roi d'Écosse à Scone.
- 4 novembre : Magnus Eriksson achète la Scanie aux Danois[15].
- 7 novembre : Lucerne est la première ville à entrer dans la Ligue Éternelle Suisse[16].
- 16 décembre : bataille d'Annan - Édouard Balliol est renversé par le gardien de l'Écosse, Archibald Douglas.

- Conflit entre Jean XXII et l’Université de Paris soutenue par le roi de France[17].
- Victoire de l’amiral Génois Antonio Grimaldi sur les Catalans et les Aragonais[18].
- Le khan Özbeg attribue aux commerçants génois et vénitiens un territoire à Tana à l’embouchure du Don pour qu’ils y établissent des comptoirs[3].
- Début du Registre criminel de la justice de Saint-Martin des Champs à Paris au XIVe siècle (1332-1357)[19]